# Sarcohyla cyanomma
Espèce
Statut de conservation UICN

 CR B1ab(iii,v)+2ab(iii,v) : 
En danger critique
Synonymes
- Hyla cyanomma Caldwell, 1974
- Plectrohyla cyanomma Faivovich, Haddad, Garcia, Frost, Campbell, and Wheeler, 2005

Sarcohyla cyanomma est une espèce d'amphibiens de la famille des Hylidae.

## Répartition
Cette espèce est endémique de l'État d'Oaxaca au Mexique. Elle se rencontre entre 2 640 et 2 670 m d'altitude sur le cerro Pelón et le cerro Humo Chico dans la sierra Juárez.

## Publication originale
- Caldwell, 1974 : A re-evaluation of the Hyla bistincta species group, with descriptions of three new species (Anura: Hylidae). Occasional Papers of the Museum of Natural History, University of Kansas, no 28, p. 1-37 (texte intégral)